# Tympanophyllum
Tympanophyllum is een geslacht van rechtvleugeligen uit de familie sabelsprinkhanen (Tettigoniidae). De wetenschappelijke naam van dit geslacht is voor het eerst geldig gepubliceerd in 1902 door Krauss.

## Soorten
Het geslacht Tympanophyllum omvat de volgende soorten:
- Tympanophyllum auriculatum Gorochov & Voltshenkova, 2002
- Tympanophyllum citreum Gorochov & Voltshenkova, 2002
- Tympanophyllum imperfectum de Jong, 1939
- Tympanophyllum javanicum Brunner von Wattenwyl, 1895
- Tympanophyllum maculiventris Beier, 1954
- Tympanophyllum maximum Rehn, 1906
- Tympanophyllum porrectum Walker, 1870
- Tympanophyllum semivitreum Serville, 1838
- Tympanophyllum virescens Serville, 1838
- Tympanophyllum arcufolium Haan, 1842
- Tympanophyllum atroterminatum Brunner von Wattenwyl, 1895
- Tympanophyllum montanum Beier, 1954
- Tympanophyllum timanthoides de Jong, 1939